# Хансен, Кай
Кай Михаэль Хансен (нем. Kai Michael Hansen; 17 января 1963, Гамбург, ФРГ) — известный рок-музыкант из Германии, гитарист и вокалист. Известен как родоначальник жанра пауэр-метал, основатель групп Helloween и Gamma Ray, участник  Iron Savior, Unisonic и многих других проектов.

## Биография
Кай Хансен родился 17 января 1963 года в Гамбурге, ФРГ.
С пятнадцати лет играл в малоизвестной хэви-метал-группе Iron Fist. После её распада стал основателем Helloween, где был основным автором музыки и текстов. Хотя Кай не занимался вокалом профессионально, он также пел на дебютных альбомах — Helloween и Walls Of Jericho. Вокальная манера Кая — очень высокий, резкий фальцет — впоследствии копировалась некоторыми другими исполнителями пауэр-метал.
В 1988 году Хансен покинул Helloween в течение длинного мирового турне в поддержку Keeper Of The Seven Keys и основал аналогичную по стилю группу Gamma Ray, в которой играет и поет до сих пор. Также с 1996 по 2001 Кай был гитаристом и вокалистом группы Iron Savior. Как вокалист он исполнил несколько песен на первых трёх альбомах (Watcher In The Sky с Iron Savior, Deadly Sleep с Unification, Solar Wings с Dark Assault), первая так же вошла в альбом Gamma Ray.
Кай принял участие в большом количестве сайд-проектов. Он помог группе Blind Guardian в записи альбомов Follow the Blind и Tales from the Twilight World в качестве третьего гитариста и спел дуэтом с Ханси Кюршем песни Valhalla и Lost In the Twilight Hall. Вместе с шведской группой HammerFall он записывал альбом кавер-версий на песни Helloween, из которых был выпущен только сингл I Want Out с дуэтом Хансена и Йоакима Канса. Кай сыграл роль гнома Регрина в рок-опере Тобиаса Саммета Avantasia.
В 2005 он гастролировал совместно с немецкой группой из его родного города Гамбурга Stormwarrior, в качестве солиста и исполнял классический репертуар Helloween с альбома «Walls of Jericho». Кай Хансен вновь выступал со Stormwarrior в 2007 на фестивалях Magic Circle Festival и Wacken Open Air . Он также съездил в мировое турне вместе с Avantasia 2010—2011 года, где принял участие его коллега по Helloween Михаэль Киске. В 2011 году Хансен стал полноценным участником группы Unisonic, дебютный альбом группы вышел весной 2012 года.
В 2017 году Кай вместе с вокалистом Михаэлем Киске вновь присоединились к Helloween, чтобы принять участие в туре «Pumpkins United».

## Дискография
Helloween
- Helloween (EP, 1985)
- Walls of Jericho (1985)
- Judas (Single, 1986)
- Future World (Single, 1987)
- Keeper of the Seven Keys Part 1 (1987)
- Dr. Stein (Single, 1988)
- Keeper of the Seven Keys Part 2 (1988)
- I Want Out (Single, 1988)
- Live in the UK (Live, 1989)
- The Best • The Rest • The Rare (Compilation, 1991)
- Pumpkins United (Single, 2017)
- United Alive in Madrid (Live, 2019)
- Skyfall (Single, 2021)
- Helloween (2021)
- Best Time (Single, 2022)
- Live At Budokan (Live, 2024)
- This Is Tokyo (Digital Single, 2025)
- Universe (Gravity for Hearts) (Digital Single, 2025)
- Giants & Monsters (2025)

Gamma Ray
- Heading for Tomorrow (1990)
- Heaven Can Wait (EP, 1990)
- Who Do You Think You Are? (Single, 1990)
- Sigh No More (1991)
- Future Madhouse (Single, 1993)
- Insanity and Genius (1993)
- Rebellion in Dreamland (Single, 1995)
- Land of the Free (1995)
- Silent Miracles (EP, 1996)
- Alive '95 (Live, 1996)
- Valley of the Kings (Single, 1997)
- Somewhere Out in Space (1997)
- The Karaoke Album (Compilation, 1997)
- Power Plant (1999)
- Blast from the Past (Compilation, 2000)
- Heaven or Hell (Single, 2001)
- No World Order (2001)
- Skeletons in the Closet (Live, 2003)
- Majestic (2005)
- Land of the Free II (2007)
- Hell yeah! - The awesome foursome - Live in Montreal (Live, 2008)
- To the Metal! (2010)
- Alright! 20 Years of Universe (Compilation, 2010)
- Skeletons & Majesties (EP, 2011)
- Skeletons & Majesties Live (Live, 2012)
- Master Of Confusion (EP, 2013)
- Empire Of The Undead (2014)
- The Best (Of) (Compilation, 2015)
- 30 Years Live Anniversary (Live, 2021)

Iron Savior
- Iron Savior (1997)
- Coming Home (Single, 1998)
- Unification (1999)
- Interlude (EP, 1999)
- I've Been to Hell (Single, 2000)
- Dark Assault (2001)

Unisonic
- Ignition (EP, 2012)
- Unisonic (2012)
- For the Kingdom (EP, 2014)
- Light Of Dawn (2014)
- Live in Wacken (Live, 2017)

Hansen & Friends
- XXX - Three Decades In Metal (2016)
- Thank You Wacken (Live, 2017)